# Hilda (Carolina del Sur)
Hilda es un pueblo ubicado en el condado de Barnwell en el estado estadounidense de Carolina del Sur. El pueblo en el año 2000 tiene una población de 436 habitantes en una superficie de 8 km², con una densidad poblacional de 70.7 personas por km². 

## Geografía
Hilda se encuentra ubicado en las coordenadas 33°16′26″N 81°14′47″O / 33.27389, -81.24639. Según la Oficina del Censo, el pueblo tiene un área total de 8 km² (3,1 mi²), de la cual 7,9 km² (3,1 mi²) es tierra y 0,1 km² (0 mi²) (1.29%) es agua.

## Demografía
En el 2000 la renta per cápita promedia del hogar era de $21.771, y el ingreso promedio para una familia era de $30.833. El ingreso per cápita para la localidad era de $11.368. En 2000 los hombres tenían un ingreso per cápita de $28.125 contra $20.000 para las mujeres. Alrededor del 23.80% de la población estaba bajo el umbral de pobreza nacional. 

### Localidades adyacentes
El siguiente diagrama muestra a las localidades en un radio de 12 kilómetros (7,5 mi) de Hilda.